# Massaker von Wedauberek
Das Massaker von Wedauberek oder Meti-Oan-Massaker war die Ermordung von elf Anhängern der linksorientierten Partei FRETILIN durch Kämpfer der konservativen União Democrática Timorense (UDT) während des Bürgerkrieges in Osttimor 1975.
Die Kolonie Portugiesisch-Timor befand sich in der Vorbereitung auf die Unabhängigkeit, als die UDT aus dem Bündnis mit der FRETILIN ausscherte. In der Nacht zum 11. August 1975 versuchte die UDT gewaltsam die Kontrolle über die Kolonie zu übernehmen. Der portugiesische Gouverneur Mário Lemos Pires weigerte sich in den Konflikt einzugreifen.
Am Tag des Putsches nahmen UDT-Kämpfer elf FRETILIN-Unterstützer in Alas (Distrikt Manufahi) gefangen. Darunter waren auch Mitglieder der FRETILIN-Jugendorganisation UNETIM. Am 17. August wurden die elf Gefangenen in die Distriktshauptstadt Same gebracht. Die UDT erfuhr, dass Kämpfer der Forças Armadas de Libertação Nacional de Timor-Leste (FALINTIL), der Parteiarmee der FRETILIN, aus Aileu in Richtung Same unterwegs waren. Darum brachte die UDT die Gefangenen am 24. August nach Natarbora (Subdistrikt Barique, Distrikt Manatuto). Hier verhinderten aber Einheimische die Hinrichtung der FRETILIN-Anhänger. Deswegen fuhren die UDT-Kämpfer ihre Gefangenen in einen Lastwagen am 27. August nach Besusu (Suco Uma Berloic, Subdistrikt Alas). Von da aus brachte man die FRETILIN-Anhänger an den Strand von Meti Oan bei Wedauberek (Suco Maha-Quidan, Subdistrikt Alas) und erschoss sie.
Am 31. August wurden zehn der elf Ermordeten von FALINTIL-Kämpfern am Strand entdeckt. Ein Toter war Domingos Lobato, Präsident der UNETIM und Bruder der FRETILIN-Führer Nicolau und Rogério Lobato. Die weiteren Ermordeten waren José Maria de Jesus, Nurse Ponciano, Regionalsekretär der FRETILIN, Sabino Soares Pereira, Vizesekretär, Bernardino Hornay, zweiter Vizesekretär, António Guterres, stellvertretender Delegierter, die UNETIM-Mitglieder Chiquito Kaduak, Francisco, Domingos Ribeiro, Alexandre da Costa und der erst 17-jährige Tonito Ribeiro. Domingos und Tonito waren die Söhne von Nurse Ponciano.
Das Massaker führte in Folge zu einer Spirale der Gewalt. Anfang September 1975 übernahm die siegreiche FRETILIN die Kontrolle auch über Manufahi. Einer der UDT-Führer, der an dem Massaker beteiligt gewesen sein soll, wurde festgenommen. Ihm gelang zwar die Flucht, doch wurde er von FRETILIN-Anhängern aufgespürt und umgebracht. Kurz darauf besetzte Indonesien das Land. Teile der UDT kooperierten mit den Besatzern. Im Februar 1979 ergab sich die Bevölkerung des Dorfes Manus (Suco Taitudac, Subdistrikt Alas) den Besatzern. Als die indonesischen Hilfskräfte (Hansip) Männer der Gemeinschaft verhafteten, versuchte Luis Monteiro zu fliehen und wurde getötet. Die vier verhafteten Duarte Almeida, João da Silva, Martins Fernandes und Remigio Baptista verschwanden. Ihr Tod soll im Zusammenhang mit der Ermordung des UDT-Chefs stehen. Der Anführer der Hansip war sein Sohn.